# Calochortus nuttallii
Calochortus nuttallii là một loài thực vật có hoa trong họ Liliaceae. Loài này được Torr. miêu tả khoa học đầu tiên năm 1852.